# 西宮東郵便局
西宮東郵便局（にしのみやひがしゆうびんきょく）は、兵庫県西宮市にある郵便局。民営化前の分類では集配普通郵便局であった。

## 概要
住所：〒663-8799 兵庫県西宮市甲子園春風町5-1

## 沿革
- 1971年（昭和46年）10月18日 - 西宮東郵便局として、西宮市甲子園春風町に開局[1]。
- 2000年（平成12年）8月14日 - 外国通貨の両替および旅行小切手の売買に関する業務取扱を開始。
- 2007年（平成19年）10月1日 - 民営化に伴い、併設された郵便事業西宮東支店に一部業務を移管。
- 2012年（平成24年）10月1日 - 日本郵便株式会社発足に伴い、郵便事業西宮東支店を西宮東郵便局に統合。

## 取扱内容
- 郵便、印紙、ゆうパック、内容証明
- 貯金、為替、振替、振込、国際送金、国債、投資信託
- 生命保険、バイク自賠責保険、自動車保険、がん保険、引受条件緩和型医療保険
- 地方公共団体事務（兵庫県住宅再建共済基金利用申込取次事務）
- ゆうちょ銀行ATM
- 「663-80xx」「663-81xx」「663-82xx」区域（西宮市の南東部地域）の集配業務
- ゆうゆう窓口

## 風景印
- 図案は阪神甲子園球場・構えている打者。局名表記は「西宮東」
- 使用開始日は1980年（昭和55年）4月21日

## 周辺
- 国道2号
- 西宮市立西宮支援学校

## アクセス
- 阪神本線 久寿川駅から徒歩約13分、甲子園駅から徒歩約16分
- 阪急今津線 阪神国道駅から徒歩約16分
- 阪神バス 瓦木停留所下車
- 名神高速道路 西宮ICから北東へ約1.5km
- 駐車場あり：3台